# Berin Izvor
Berin Izvor egy falu Szerbiában, a Piroti körzetben, a Babušnicai községben.

## Népesség
- 1948-ban 458 lakosa volt.
- 1953-ban 482 lakosa volt.
- 1961-ben 473 lakosa volt.
- 1971-ben 362 lakosa volt.
- 1981-ben 288 lakosa volt.
- 1991-ben 151 lakosa volt
- 2002-ben 90 lakosa volt, akik közül 76 bolgár (84,44%), 12 szerb (13,33%), 1 jugoszláv.